# Garcinia
Garcinia ist eine Pflanzengattung innerhalb der Familie der Clusiaceae. Die 200 bis 450 Arten sind in den Tropen fast weltweit verbreitet.
Die Mangostane (Garcinia mangostana), auch Mangostan- oder Mangostinbaum genannt, wird wegen ihrer wohlschmeckenden, apfelgroßen Früchte oft angebaut. Einige Arten, Garcinia hanburyi und Garcinia morella, liefern ein als Gummigutta bekanntes Gummiharz und die Garcinia indica die Kokumbutter.

## Beschreibung
Garcinia-Arten sind Sträucher oder Bäume. Sie enthalten meist einen gelben Milchsaft. Knospen haben keine Schuppen. Die gegenständig oder quirlig an den Zweigen angeordneten, gestielten Laubblätter sind einfach. Selten sind Nebenblätter vorhanden.
Die Blütenstände sind unterschiedlich aufgebaut. Die Pflanzen sind meist funktional zweihäusig getrenntgeschlechtig (diözisch). Neben eingeschlechtigen Blüten gibt es aber auch manchmal zwittrige. Die Blüten sind meist vier- oder fünfzählig und haben ein doppeltes Perianth. Die Kelchblätter sind meist frei. Die freien oder verwachsenen Staubblätter oder Staminodien stehen in Bündeln. Der Fruchtknoten ist oberständig. Es werden Beeren mit mindestens einem und bis zu acht großen Samen gebildet. Die Samen haben oft einen Arillus.

## Verbreitung
Garcinia-Arten haben Areale im tropischen und südlichen Afrika, Madagaskar, im tropischen Asien, auf dem Malaiischen Archipel, im nordöstlichen Australien, im westlichen Polynesien und in der Neotropis.

## Systematik
Die Gattung Garcinia wurde 1753 durch Carl von Linné in Species Plantarum, 1, S. 443 aufgestellt. Typusart ist Garcinia mangostana L. Der Gattungsname Garcinia ehrt den französischen Botaniker Laurent Garcin (1683–1752). 
Es gibt eine Reihe von Synonymen für Garcinia L.: Brindonia Thouars, Cambogia L., Discostigma Hasskarl, Hebradendron Graham, Mangostana Gaertner, Oxycarpus Loureiro, Rhinostigma Miquel, Rheedia L., Tsimatimia Jum. & H.Perrier, Xanthochymus Roxburgh.

### Arten
Es gibt 200 bis 450 Garcinia-Arten:
Asiatische Arten (Auswahl):
- Garcinia bracteata C.Y.Wu ex Y.H.Li
- Garcinia cowa Roxb. ex DC.
- Garcinia erythrosperma Lauterb.
- Garcinia esculenta Y.H.Li
- Garcinia hombroniana Pierre
- Garcinia indica (Thouars) Choisy
- Garcinia kwangsiensis Merr. ex F.N.Wei
- Garcinia lancilimba C.Y.Wu ex Y.H.Li
- Garcinia linii C.E.Chang
- Mangostane (Garcinia mangostana L.)
- Garcinia morella (Gaertn.) Desr.
- Garcinia multiflora Champ. ex Benth.
- Garcinia nujiangensis C.Y.Wu & Y.H.Li
- Garcinia oblongifolia Champ. ex Benth.
- Garcinia oligantha Merr.
- Garcinia paucinervis Chun & F.C.How
- Garcinia pedunculata Roxb. ex Buch.-Ham.
- Garcinia prainiana King: Aus Thailand und Malaysia.
- Garcinia subelliptica Merrill
- Garcinia subfalcata Y.H.Li & F.N.Wei
- Garcinia tetralata C.Y.Wu ex Y.H.Li
- Garcinia xanthochymus Hook. f. ex T. Anders.
- Garcinia xishuanbannaensis Y.H.Li
- Garcinia yunnanensis Hu

Arten vom Indonesischen Archipel (Auswahl):
- Garcinia burkillii Whitmore
- Garcinia cantleyana Whitmore
- Garcinia clusiifolia Ridl.
- Garcinia costata Hemsl. ex King
- Garcinia diversifolia King
- Garcinia eugenifolia Wall.
- Garcinia hendersoniana Whitmore
- Garcinia holttumii Ridl.
- Garcinia maingayi Hook.f.
- Garcinia minutiflora Ridl.
- Garcinia monantha Ridl.
- Garcinia montana Ridl.
- Garcinia murtonii Whitmore
- Garcinia opaca King
- Garcinia paucinervis Chun & F.C.How
- Garcinia scortechinii King
- Garcinia uniflora King

Afrikanische Arten (Auswahl):
- Garcinia afzelii Engl.
- Garcinia barteri Oliv.
- Garcinia brevipedicellata Hutch. & Dalziel
- Garcinia buchananii Baker
- Garcinia chromocarpa Engl.
- Garcinia conrauana Engl.
- Garcinia epunctata Stapf
- Garcinia gnetoides Hutch. & Dalziel
- Garcinia kingaensis Engl.
- Garcinia kola Heckel
- Garcinia letestui Pellegr.
- Garcinia livingstonei T.Anderson
- Garcinia lucida Vesque
- Garcinia mannii Oliv.
- Garcinia nobilis Engl.
- Garcinia ovalifolia Hook.f.
- Garcinia polyantha Oliv.
- Garcinia preussii Engl.
- Garcinia punctata Oliv.
- Garcinia staudtii Engl.

Neotropische Arten (Auswahl):
- Garcinia macrophylla Mart.
- Garcinia madruno (Kunth) Hammel

## Bilder

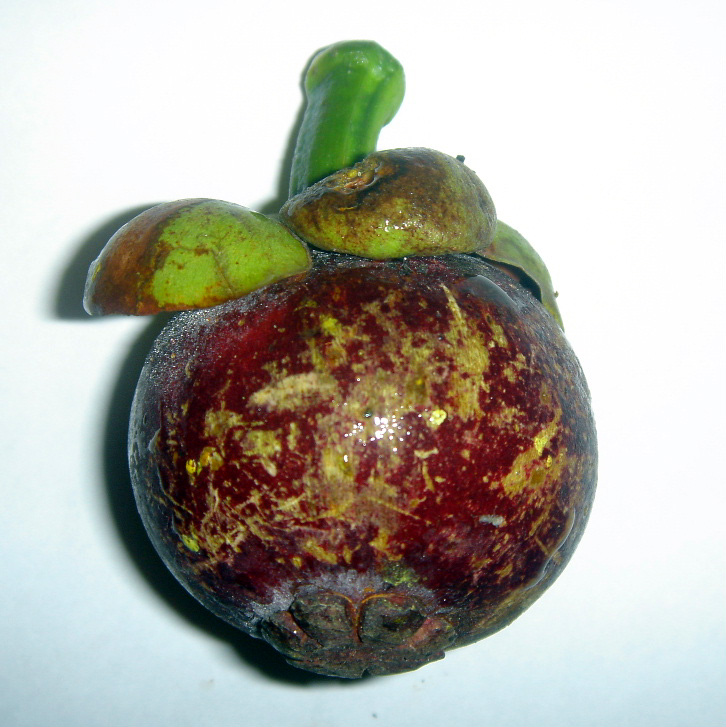
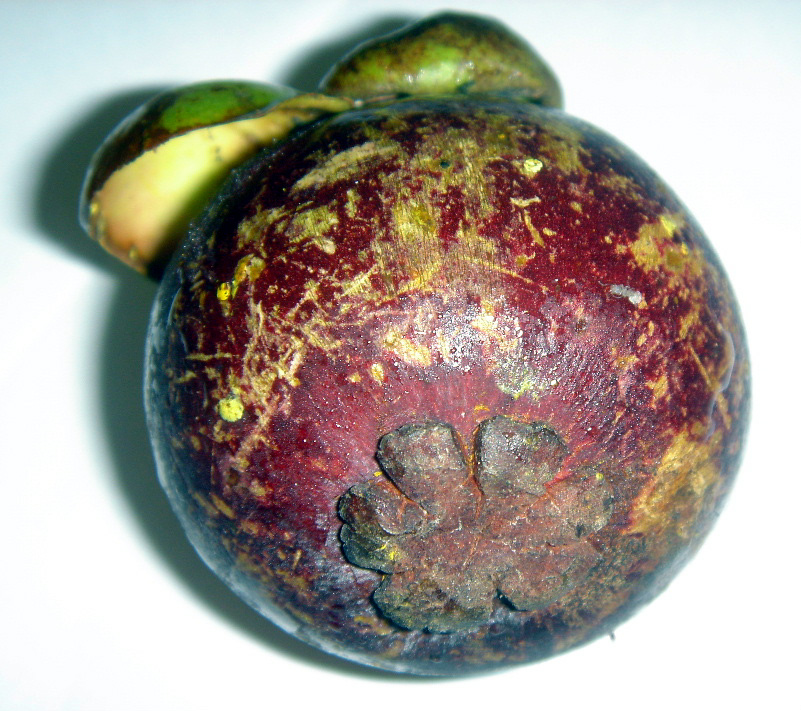
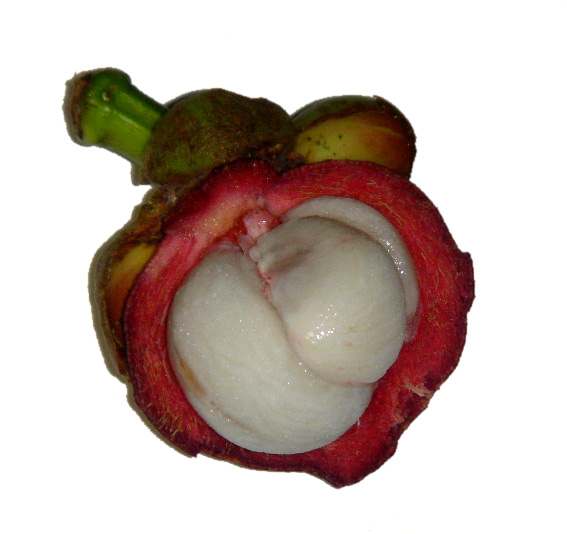

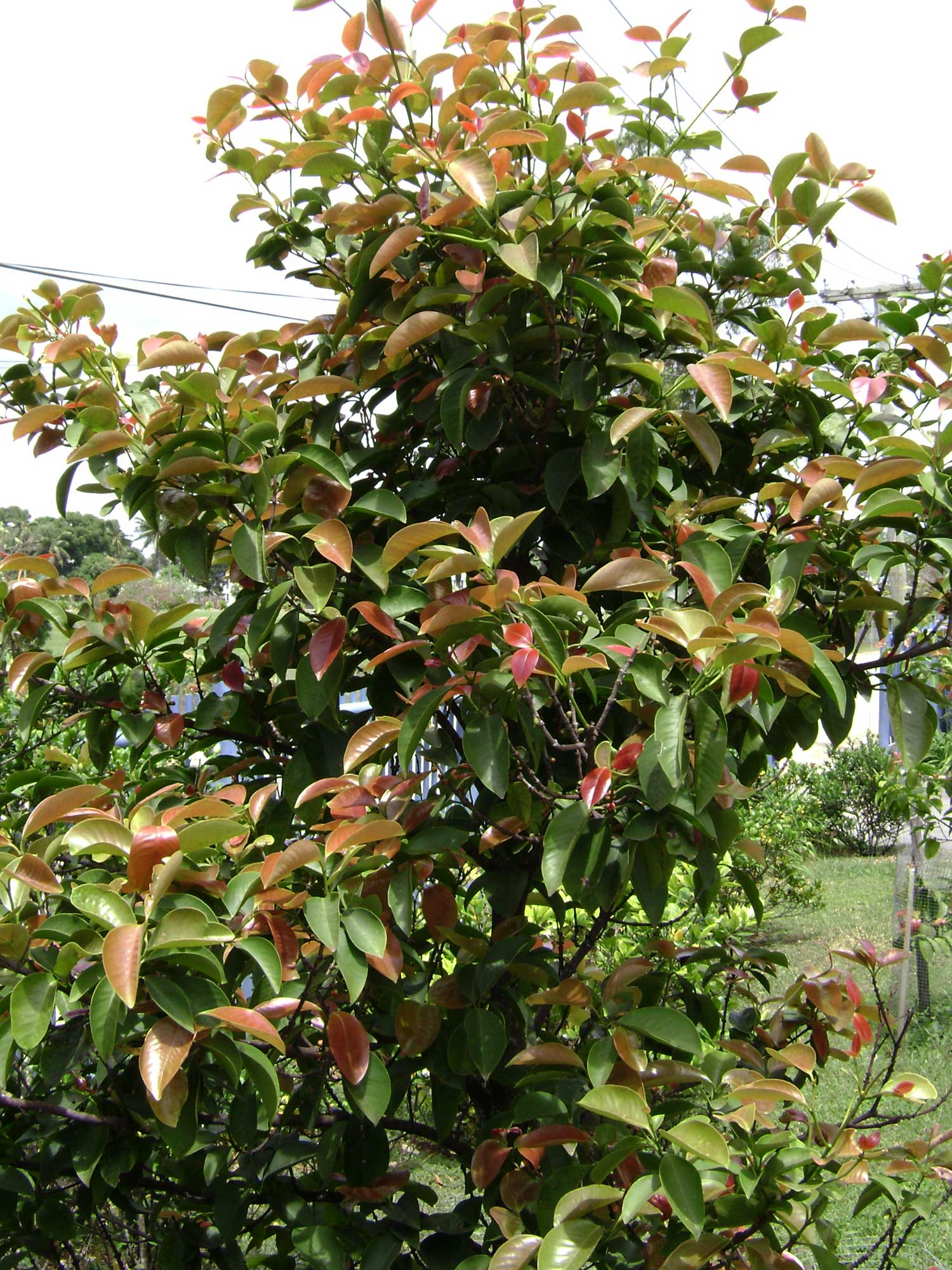
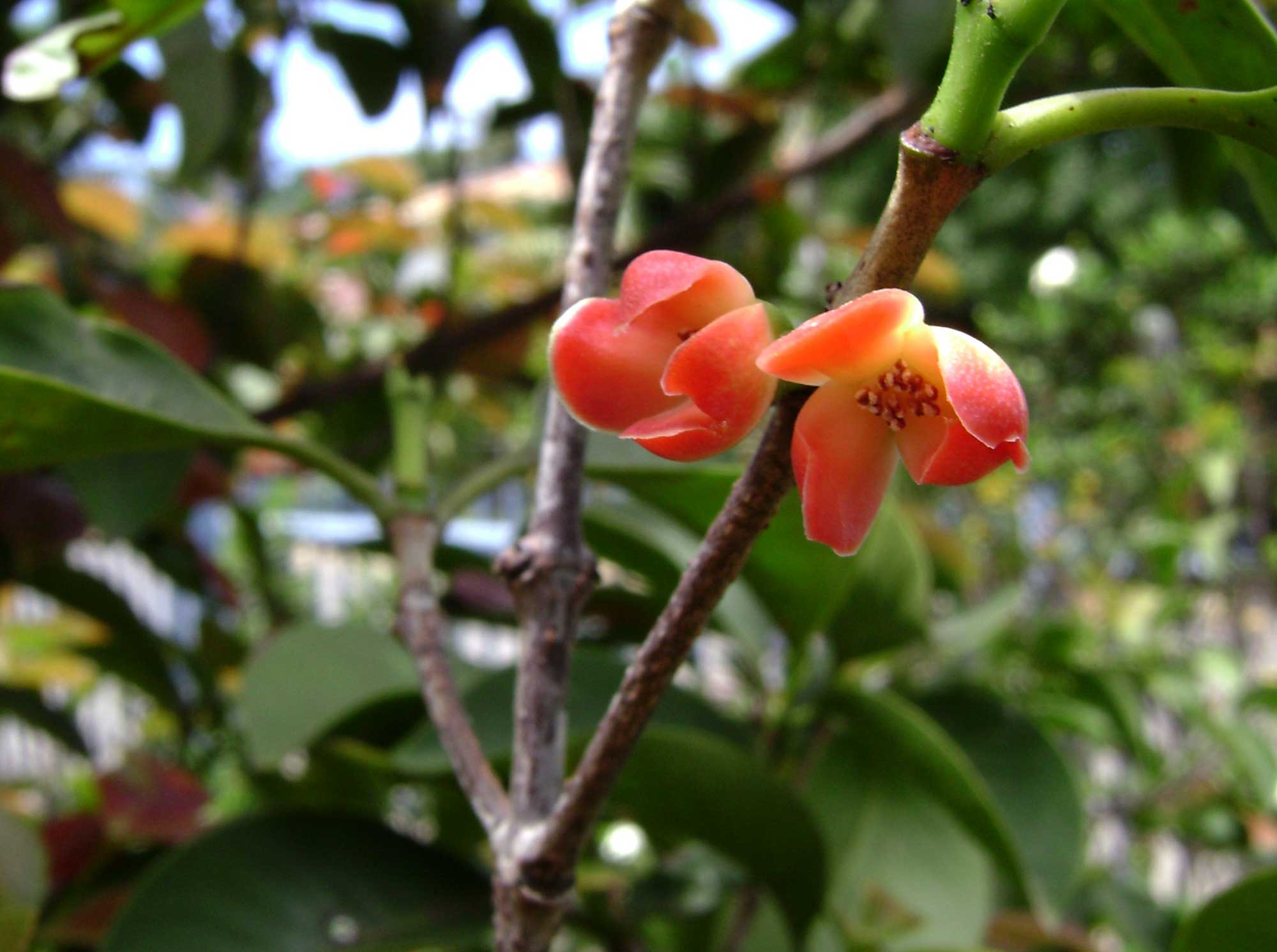
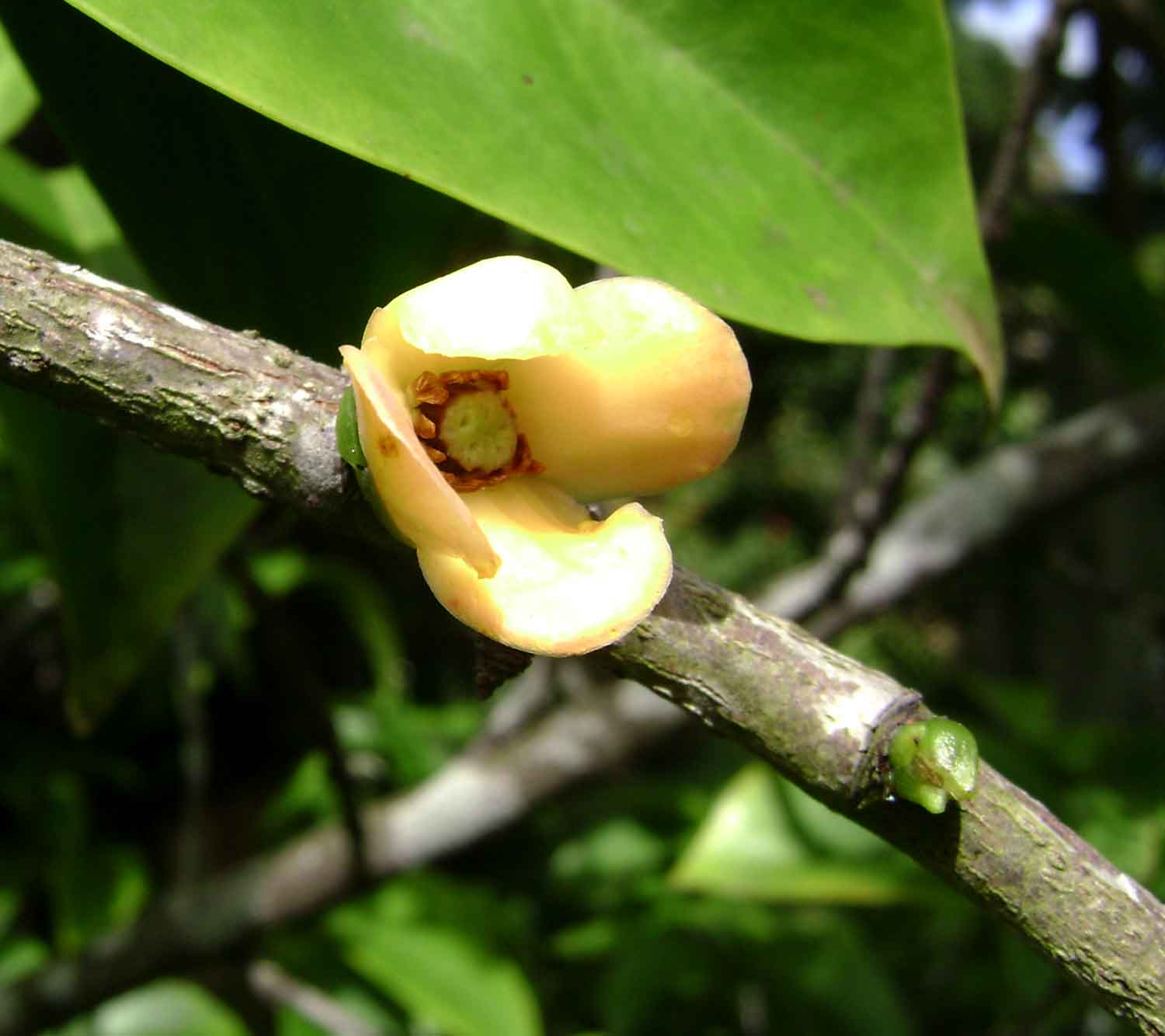

Mangostane (Garcinia mangostana):
Garcinia sessilis: